# Osiek Dolny (województwo mazowieckie)
Osiek Dolny – kolonia w Polsce, w województwie mazowieckim, w powiecie ciechanowskim, w gminie Gołymin-Ośrodek.
Do 2023 miejscowość była częścią wsi Osiek-Wólka.
W latach 1975–1998 Osiek Dolny administracyjnie należał do województwa ciechanowskiego.